# Grafilat de monedes

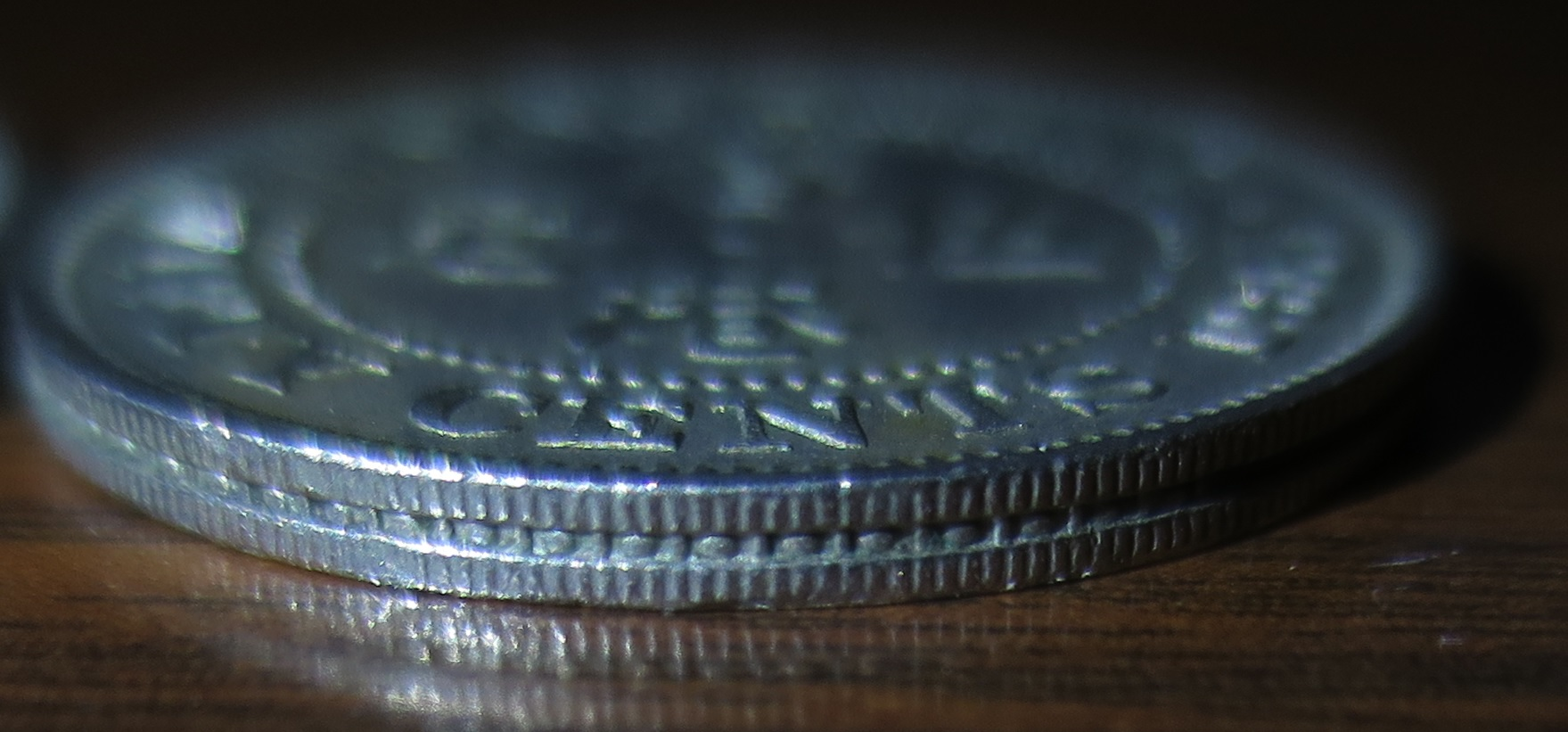
Vora grafilada d'una Moneda de 50 ¢ Hong Kong de 1951

El Grafilat de monedes (en anglès, reeding), és una tècnica emprada antigament per tal d'evitar el retall o raspat de les vores les monedes de plata o d'or, que consisteix en marcar la vora amb ratlles (fresades o tornejades), o algun altre patró (p.e.text gravat) que es destruiria si la moneda es retallés o es raspés,encara que avui dia les raons per tenir les vores grafilades han canviat.

## Motius
Avui tenen vores grafilades la majoria de monedes, com ara el quarter i el dime dels Estats Units, la moneda d'1 euro, les de 5, 10, 20 cèntims de dólar australià, les d'1 i 2 dòlars, així com moltes altres monedes actuals Les monedes de plata i d'or es van grafilar per descoratjar el retall o el raspat, és a dir, el raspar els metalls preciosos de la vora de la moneda tot i mantenint el seu valor. Avui dia les raons per tenir les vores grafilades és més aviat per dificultar la falsificació a part del benefici de permetre que les monedes diferents es puguin identificar i distingir fàcilment les unes de les altres només pel sentit del tacte.
Aquesta pràctica s'atribueix a Isaac Newton, que va ser nomenat Mestre de la Moneda de Gran Bretanya el 1699. Tot i que el metall utilitzat en la majoria de les monedes modernes té un valor intrínsec insignificant, el fresat modern pot ser un element dissuasiu per a la falsificació, un ajut per als cecs per distingir monedes diferents o purament decoratiu.

## Grafilat amb torn
El procés de grafilat amb torn és un procés de conformat en fred del material mitjançant unes moletes que pressionen la peça mentre dona voltes. Aquesta deformació genera un increment del diàmetre inicial de la peça. El grafilat es realitza en peces que s'hagin de manipular a mà per evitar el lliscament que tinguessin en cas de ser llisa. El grafilat es realitza en els torns amb les moletes de diferents passos i dibuixos.